# Bandiera della Repubblica dei Mari
La bandiera della repubblica dei Mari è stata adottata il 12 febbraio 1996.

## Descrizione
La bandiera è composta da un rettangolo bianco con un rapporto di 2:3 e una striscia scarlatta con un ornamento. Al centro della bandiera è presente l'emblema nazionale della Repubblica dei Mari, l'orso.

## Bandiere storiche

### Bandiere sovietiche

Bandiera della Repubblica Socialista Sovietica Autonoma dei Mari (1937-1954)
Bandiera della Repubblica Socialista Sovietica Autonoma dei Mari (1954-1978)
Bandiera della Repubblica Socialista Sovietica Autonoma dei Mari (1978-1992)